# Hanover War Cemetery

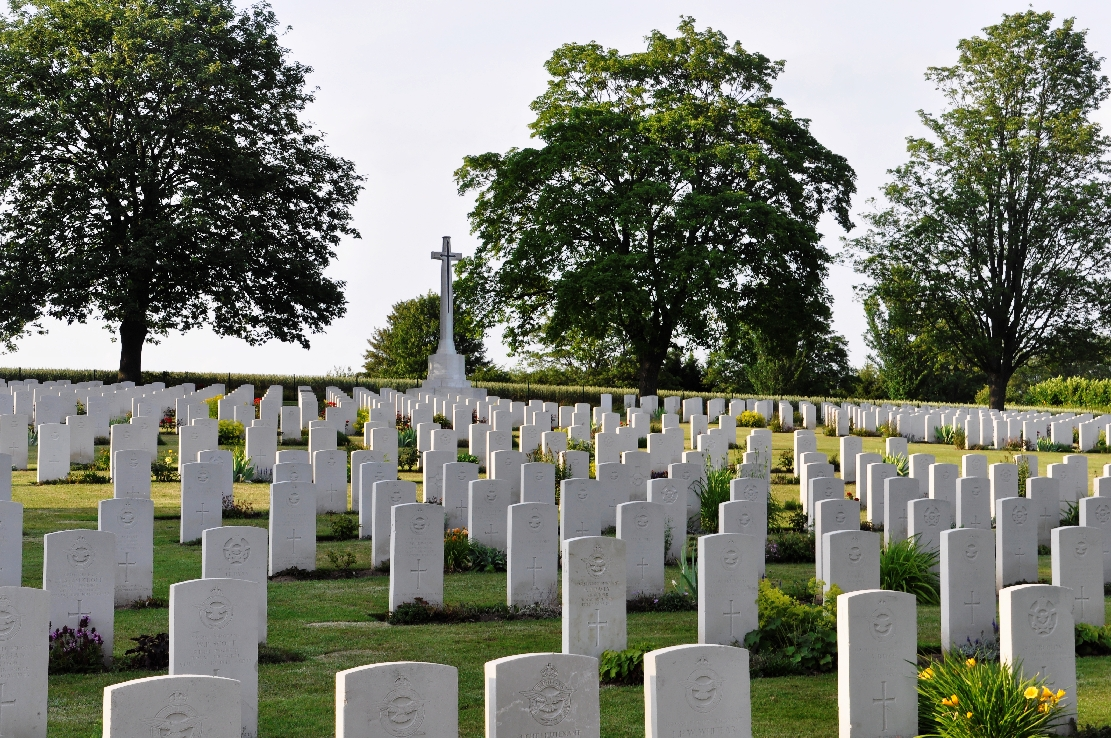
Der „Englische Friedhof“ in Hannover-Ahlem

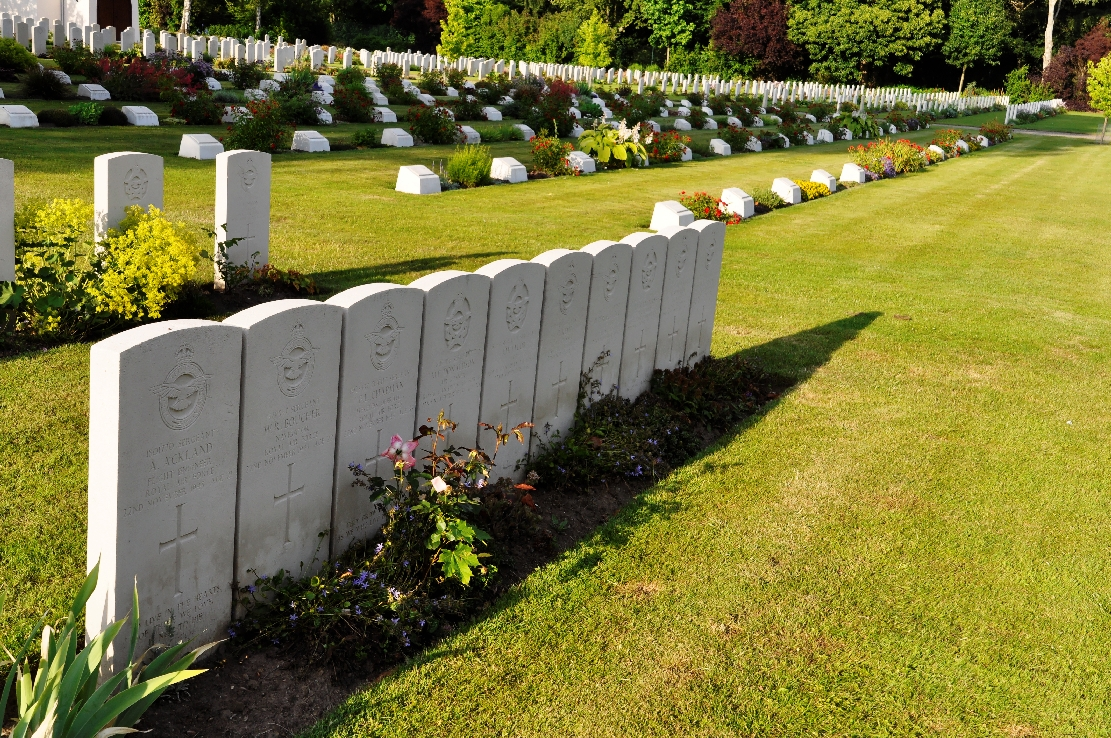
Grabsteine für die Besatzung eines abgeschossenen Bombers

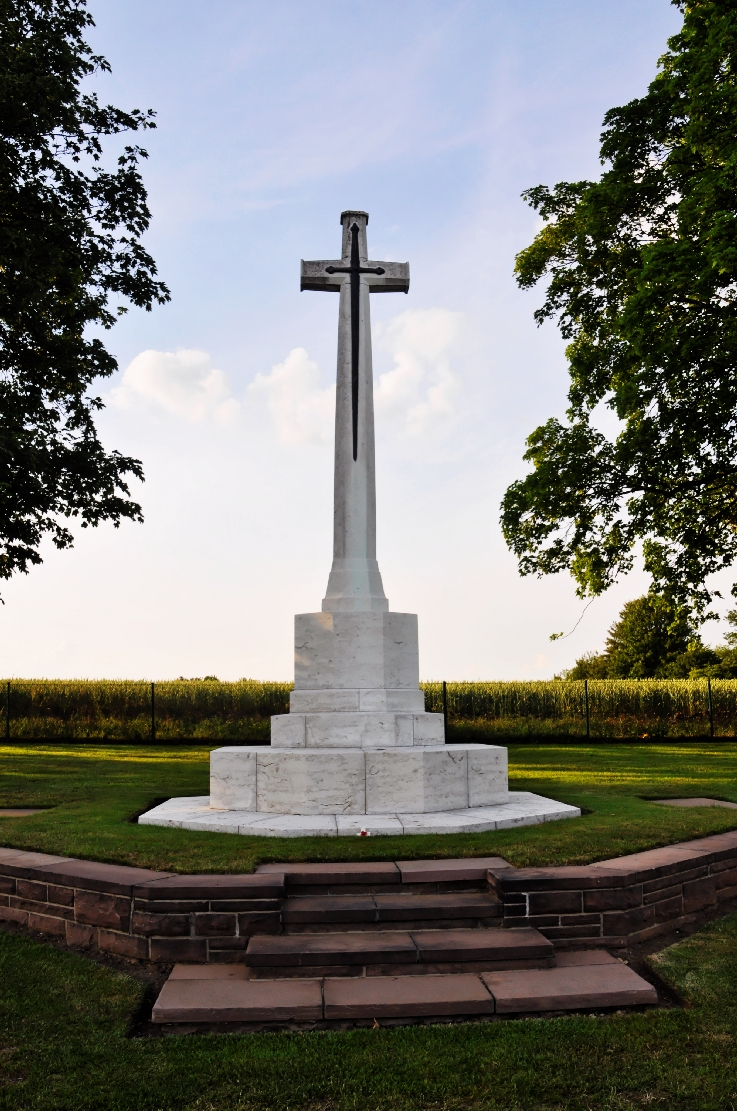
Opferkreuz mit dem aufgelegten Langschwert

Der Hanover War Cemetery ist eine Kriegsgräberstätte, die von der Commonwealth War Graves Commission (CWGC) angelegt wurde. Der im Volksmund bekannte „Englische Friedhof“ liegt auf dem Gebiet der Stadt Seelze etwas abseits des Stadtteils Harenberg. Er grenzt unmittelbar an die Stadtgrenze von Hannover. Dadurch entsteht der Eindruck, dass das Gelände zum Stadtteil Ahlem gehört.

## Geschichte und Belegung
Anfang der 1950er Jahre wurde der Soldatenfriedhof am Südhang des Heisterberges bei Hannover angelegt. Man beabsichtigte damit, die über das ganze Land verstreuten Einzel- und Gruppengräber der Soldaten des Commonwealth, die im Zweiten Weltkrieg in Deutschland gefallen waren, und die verstorbenen Kriegsgefangenen auf einem Zentralfriedhof zusammenzuführen. Nach der Fertigstellung fanden 2.451 Soldaten, überwiegend Angehörige der britischen Luftstreitkräfte, hier ihre letzte Ruhestätte, unter denen auch viele in deutschen Kriegsgefangenenlagern verstorbene waren. Neben den 1.904 Briten, 333 Kanadiern, 142 Australiern, 45 Neuseeländern, 9 Indern, 5 Südafrikanern und 3 Ostafrikanern wurden auch 9 Polen, ein Norweger und 30 Zivilpersonen beigesetzt.

## Friedhofsgestaltung
Die von der CWGC bereits 1917 festgelegten baulichen und landschaftlichen Bestimmungen wurden auch auf diesem Friedhof angewandt. Somit bildet die Sichtachse mit dem „Stone of Remembrance“ (Altarstein) und der Gravur „Their Name Liveth For Evermore“ sowie dem „Cross of Sacrifice“ (Opferkreuz) mit dem aufgelegten Langschwert die Mittelachse des Friedhofs. Die Grabsteine aus weißem Kalksandstein sind symmetrisch an der Sichtachse ausgerichtet und mit kleinen Beeten eingefasst. Sie sind nicht nach Herkunft und Dienstgradgruppen angeordnet und symbolisieren somit die „Gleichheit im Tod“, die Grabsteininschrift besteht aus dem Wappen ihrer Einheit, dem Namen und Dienstgrad, dem Todestag und, falls bekannt, der Religionszugehörigkeit. Auf einigen Grabsteinen ist am Fuße ein Sinnspruch eingraviert, der von den Angehörigen ausgewählt werden konnte. Die durchgehende Rasenfläche und die kleinen Sträucher bilden eine ebenerdige Fläche, dadurch wird – vom Eingang her betrachtet – dem Besucher ein weiter Blick in die Friedhofsanlage gewährt.
Die Anlage ist mit Buslinien des Großraum-Verkehrs Hannover erreichbar, die Haltestelle trägt den Namen „Englischer Friedhof“. Die Hannoverschen Verkehrsbetriebe (Üstra) geben den Besuchern folgende Empfehlung:

„Der Englische Friedhof in Ahlem dient nicht nur gefallenen englischen Soldaten des Zweiten Weltkrieges als letzte Ruhestätte, sondern er ist zugleich Gedenkstätte zur ständigen Erinnerung an den Krieg. Die vielen gleichmäßig aneinander gereihten weißen Grabsteine bilden einen hübschen Kontrast zum grünen Gras. Liebevoll angelegte Büsche und Blumen laden dazu ein, einmal über die Pfade zu wandeln und die Harmonie der Anlage zu entdecken.“

## Hannover Military Cemetery Limmer

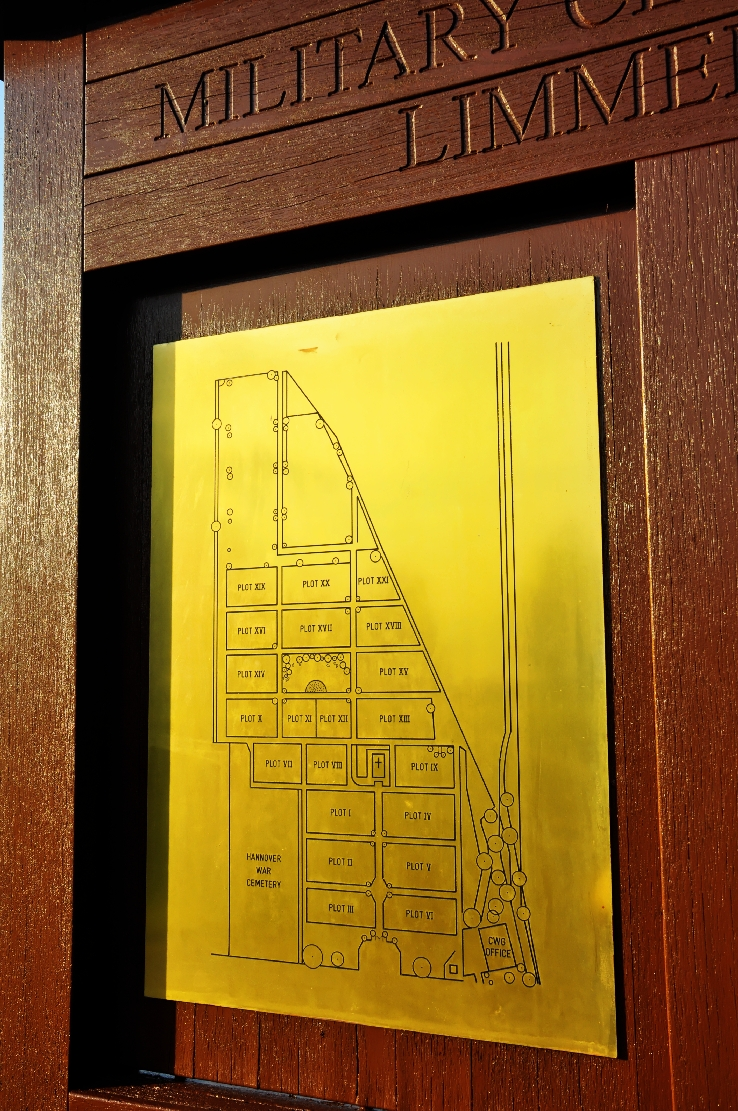
Lageplan des Military Cemetery Limmer

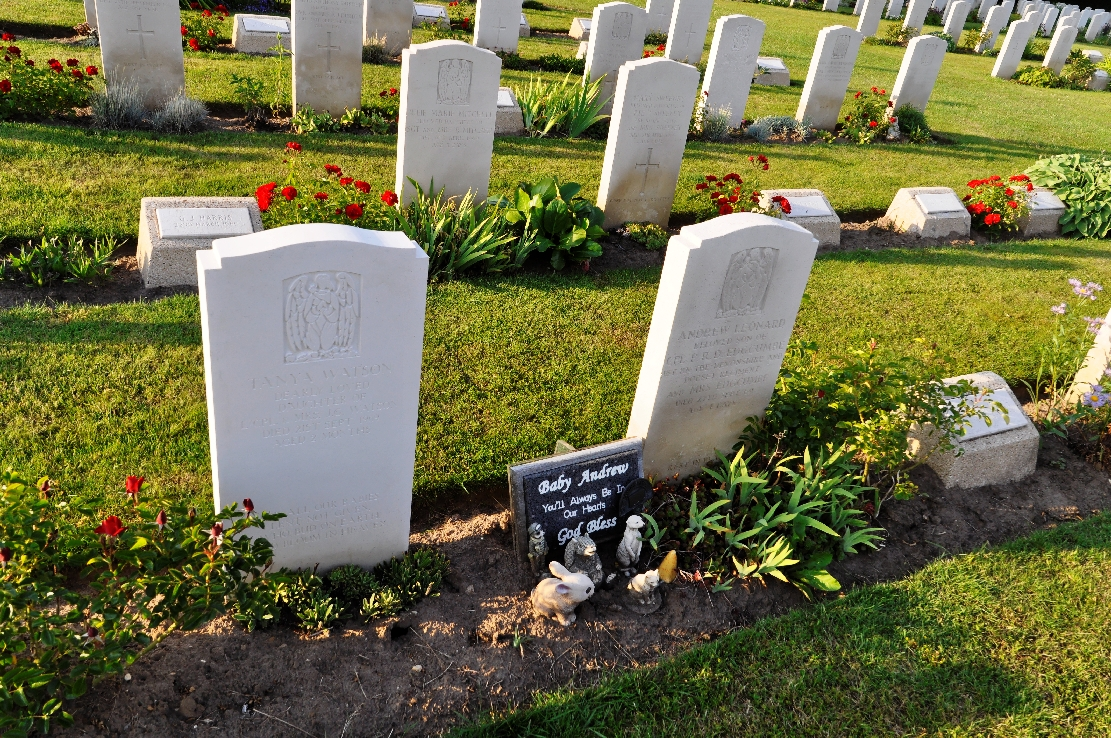
Ein Kindergrab

Unmittelbar angrenzend an die Kriegsgräberstätte des Hannover War Cemetery befindet sich der Military Cemetery Limmer, der im Volksmund ebenfalls „Englischer Friedhof“ genannt wird. Auf ihm sind ca. 3.000 Angehörige der britischen Besatzungsmacht beerdigt, die nach dem Zweiten Weltkrieg verstarben. Hier sind nicht nur Soldaten beerdigt, sondern auch ihre verstorbenen Ehefrauen und Kinder. Ursprünglich waren beide Friedhöfe durch Hecken getrennt, die entfernt wurden.